# Slaget vid Raclawice

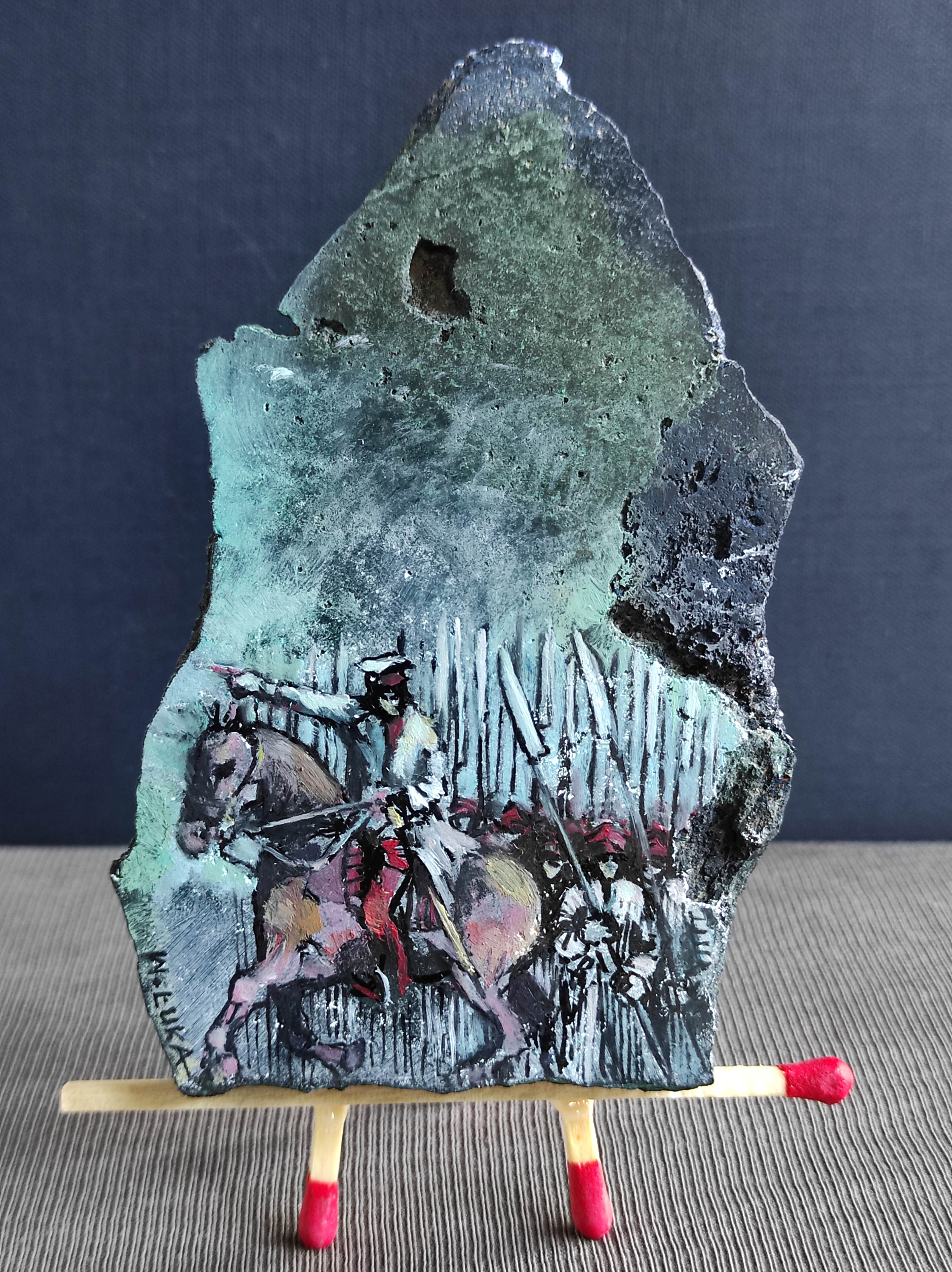
Slaget vid Raclawice av Wojciech Łuka.

Slaget vid Raclawice utkämpades den 4 april 1794 nära byn Raclawice i Lillpolen och var en av de första striderna i det polska Kościuszko-upproret mot Ryssland. 
Polens två första delningar 1772 och 1793 hade fått även den från början ryskvänliga adeln att ansluta sig till oppositionen mot Rysslands agerande i Polen. Oppositionen växte sig stark, speciellt bland adel och borgarskap, och både Ryssland och Preussen valde att motarbeta den genom att demobilisera 50% av den polska armén och integrera de övriga delarna i sina egna arméer. Den 12 mars 1794 beslöt ledaren för en polsk kavalleribrigad med 1 500 man, general Antoni Madaliński, att vägra följa ordern om demobilisering vilket sporrade till landsomfattande upplopp mot de ryska trupperna i landet. Tolv dagar senare, den 24 mars 1794, utfärdade den polske generalen Tadeusz Kościuszko en proklamation där han övertog befälet över alla kvarvarande polska trupper. Ungefär samtidigt infördes en mobilisering för att stärka den polska armén, vilken genom mobilisering fick ett tillskott på ca 10 000 man.
Eftersom oppositionen mot den ryska överheten i landet trots detta var mycket svag, beordrade den ryske tsaren general Fiodor Denisov att med sin armékår angripa Kraków. Den 4 april möttes den ryska armékåren och en polsk armé ledd Tadeusz Kościuszko av nära den lilla byn Raclawice.
Denisov hade från början planerat att attackera den polska armén från söder, medan Tormasov skulle möta den polska armén rakt på. Då Kościuszko först stötte på Tormasovs trupper besatte han en närbelägen kulle med sina närmaste generaler Antoni Madalinski på sin högra flank Józef Zajączek på sin vänstra. Tormasov beslöt sig för att inte vänta, för att istället inta kullen omgående och började sätta upp sina kanoner. När han gjorde detta stormades Tormasov av de nyligen mobiliserade och illa utrustade polska trupperna, vilka kunde inta tre tolvpundskanoner redan i första vågen och sedan ytterligare åtta i den andra anfallsvågen.